# Svajde
Svajde är ett fiskeläge i Gotlands kommun, beläget i Alskogs socken på Gotlands östkust strax söder om Ljugarn.